# 依田彩
依田 彩（よだ あや）は、日本のジャズ・バイオリニスト。作曲家。

## 略歴
国立音楽大学卒業。
カナダ・ヴィクトリア国際音楽祭マスターコースにてタラス・ガボラ(Taras Gabora)に師事。
レイ・チャールズ、ディオンヌ・ワーウィック、X JAPANなどと共演。
1998年1stアルバム「ミストラル」をリリース。
2001年NHKスタジオパークで演奏。
2001年2ndアルバム「Floración(フロラシオン)」をリリース。
収録楽曲が、リスボンで行われた世界体操祭の音楽として採用され、同イベントに出演。ドレミ楽譜出版社より楽譜が発売されている。
2006年3rdアルバム「graphix〜HOT&COOL STREAM〜」をリリース。YMOの「ライディーン」などカジュアルな選曲が特徴。オリジナル曲そして「宙へ（so ra e）」を収録。
2008年5月 4thアルバム「SCAT CAT」～ねこの気持ちになれる爽快＆癒し曲集～をリリース。
「ミュージックフェア」を始め、テレビ・ラジオ番組への出演機会が増える。「朝まるJUST」（千葉テレビ、テレビ埼玉、テレビ神奈川）ではオリジナル曲「ミストラル」が占いコーナーのテーマ曲として毎朝6:50頃放送されていた。
また、ライブ・コンサート活動を全国で展開。（愛・地球博、日本科学未来館、新高輪プリンスホテル、STB139、など）
TBSドラマ「輪舞曲(ロンド)」ではチェ・ジウのバイオリンを指導を行なった。

## ディスコグラフィー
- ミストラル（1998年）
- Floración（2001年）
- graphix（2006年）
- SCAT CAT (2008年)
- Fiddle Magic (2011年)
- AYA YODA | BEST (2011年)
- "A" BEATS YA!! (2021年)
- THE 温泉道 (2023年)

## 出演

### Web
- ヴァイオリニスト 依田 彩 モッテコ書店 （2008年1月15日）